# Liste der Monuments historiques in La Neuville-aux-Larris
Die Liste der Monuments historiques in La Neuville-aux-Larris führt die Monuments historiques in der französischen Gemeinde La Neuville-aux-Larris auf.

## Liste der Objekte
| Bezeichnung | Beschreibung                                                  | Standort             | Kennzeichnung | Schutzstatus    | Datum  | Bild |
| ----------- | ------------------------------------------------------------- | -------------------- | ------------- | --------------- | ------ | ---- |
| Retabel     | Holz, 16. Jahrhundert; während des Ersten Weltkriegs zerstört | in der Kirche (Lage) | PM51001530    | Classé gelöscht | ? 1942 |      |